# Joan Alfonso i Orfila
Joan Alfonso i Orfila (Barcelona, 16 de juny de 1916 – 11 d'abril de 1995) fou un compositor i director d'orquestra català.

## Biografia
Fou fill de Frederic Alfonso i Ferrer i de Margarida Orfila Tudurí i germà del músic Margarida Alfonso i Orfila i del poeta Frederic Alfonso i Orfila. Fou deixeble d'Enric Morera (harmonia) i d'Eduard Toldrà (violí) i va ser membre fundador de l'Orquestra Municipal de Barcelona (1943). La seva activitat compositiva es basava en la instrumentació per a banda i orquestra simfònica, i entre altres grans treballs és autor de les transcripcions per a banda de tots els himnes de les delegacions que van participar en els Jocs Olímpics de Barcelona, així com nombroses obres del repertori simfònic universal, sardanes i obres de cobla, entre les quals consten diversos títols de Toldrà.
La seva sardana Torre-roja va ser premi SGAE el 1994.